# Endiandra pilosa
Endiandra pilosa är en lagerväxtart som beskrevs av André Joseph Guillaume Henri Kostermans. Endiandra pilosa ingår i släktet Endiandra och familjen lagerväxter. Inga underarter finns listade i Catalogue of Life.